# France Kremžar - Cezar
France Kremžar, s psevdonimom Cezar, slovenski domobranski poveljnik, * 3. december 1920, Ljubljana, † 24. november 1943, Grahovo, Cerknica.
France je bil sin časnikarja Franceta Kremžarja in njegove žene Gizele (rojena Rozman). Sredi pomladi leta 1942 se je vključil v tako imenovani slovensko nacionalni ilegalni četniški oddelek, ki se je na Dolenjskem razvil v Štajerski bataljon. Jeseni 1942 je postal poveljnik Prostovoljne protikomunistične milice v Grahovem.
Po kapitulaciji fašistične Italije 8. septembra 1943 se je s svojo enoto umaknil v Pudob, tu odbijal napade Šercerjeve brigade in se 14. septembra 1943 prebil na Rakek. Novembra 1943 je postal poveljnik domobranske posadke v Grahovem in tu padel pri obrambi postojanke ob napadu Tomšičeve brigade.